# Flauta de tres forats

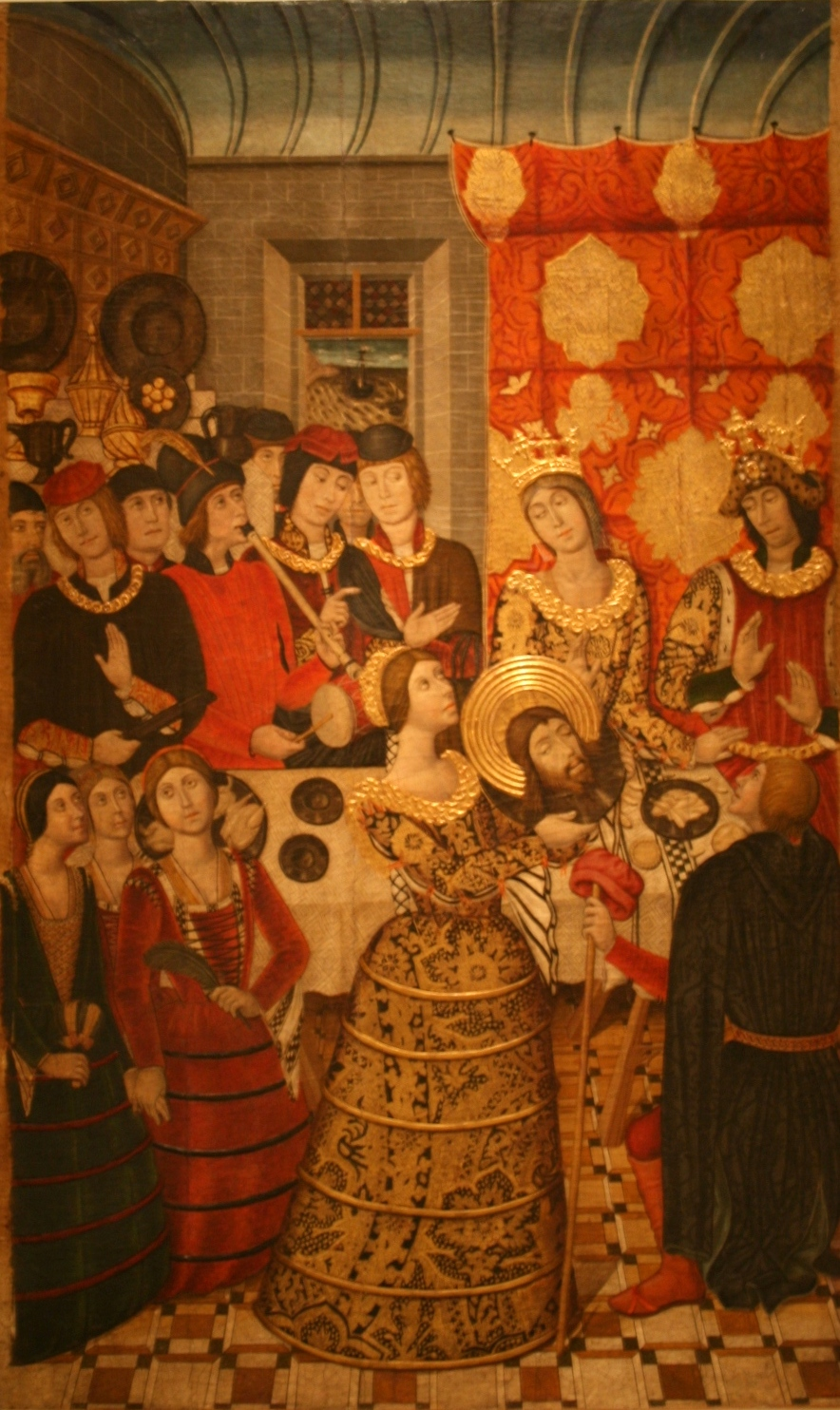
Presència d'una flauta de tres forats en el retaule El banquet d'Herodes de Pere Garcia de Benavarri. ca. 1470. MNAC

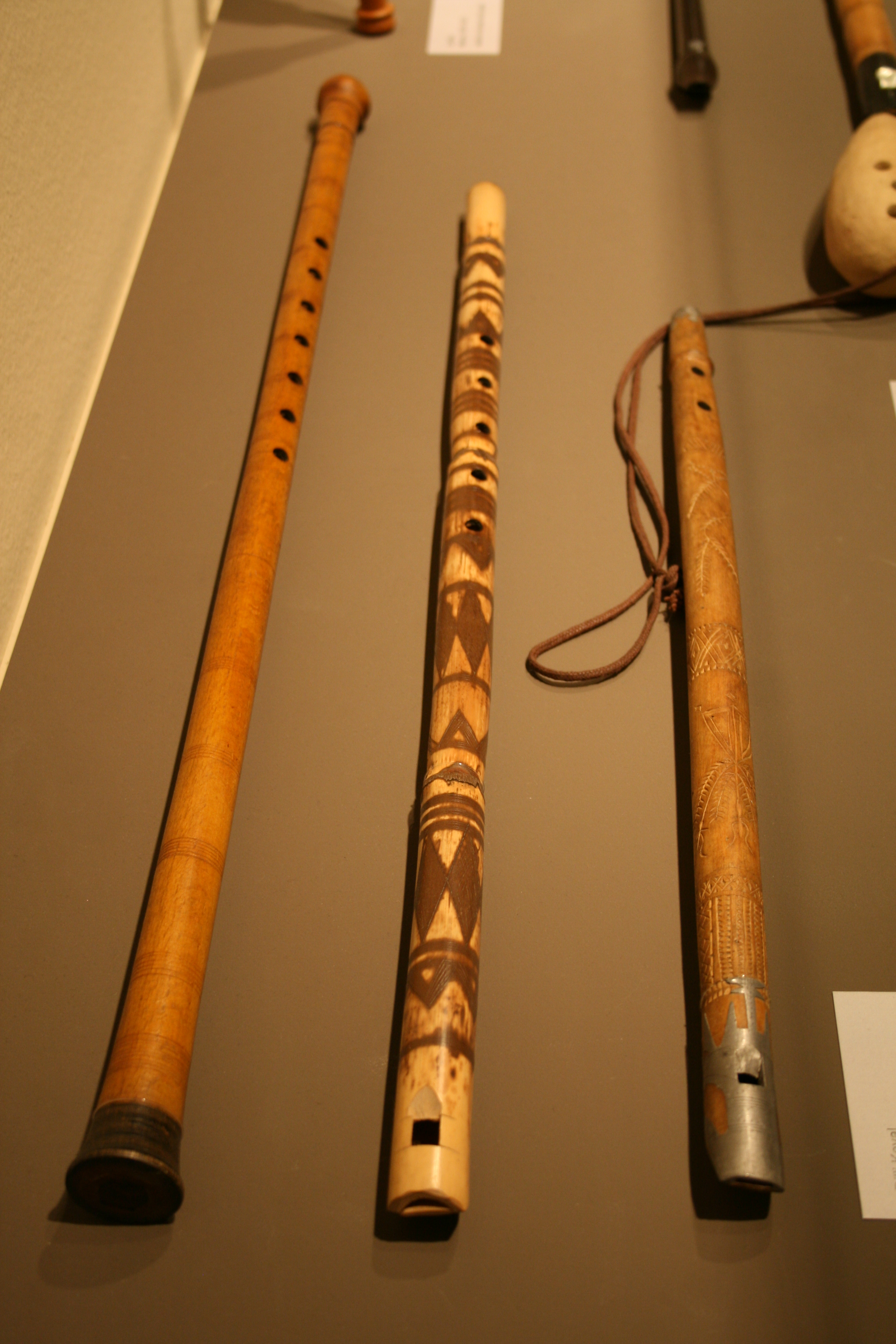
A la dreta, una flaüta eivissenca, on es poden apreciar els dos forats de la part anterior

Una flauta de tres forats és una flauta recta, normalment amb embocadura de bisell, que només té tres forats per a produir les diferents notes, dos a la part anterior, que es tapen amb els dits anul·lar i mig, i un a la part posterior, que es tapa amb el polze, gairebé sempre de la mà esquerra. Normalment tenen un tub molt llarg amb relació a una secció molt petita, cosa que facilita enormement la producció de sons harmònics. D'aquesta manera, regulant la pressió, tot i que les combinacions de forats tapats i destapats és molt reduïda, fàcilment pot tenir una extensió d'una octava i mitja. Habitualment el mateix instrumentista que toca aquesta flauta, amb la mà dreta toca un instrument de percussió que s'acostuma a portar penjat del braç esquerre. En molts casos aquest és un tambor; en altres, menys, són instruments d'altres tipus com el cas del tambor de bearn o chicoten, noms diversos que rep el mateix instrument, un saltiri percudit, emprat al Bearn i a les valls altes d'Osca.
Està documentada iconogràficament des de l'edat mitjana. Actualment, és un tipus d'instrument propi de la música tradicional i dels estils musicals que reinterpreten el folklore, i que està àmpliament difós arreu. En són exemples la flaüta d'Eivissa i Formentera, el txistu i la txirula del País Basc, el chiflo de les valls altes del Pirineu aragonès, la chifla lleonesa, la gaita hurdana i altres gaites d'Extremadura, Huelva i Salamanca, el pipe and tabor anglès, el galoubet de la Provença, la flauta de la comarca de la Maragatería (flauta maragata) o la Flauta rociera (gaita o pito rociero), propi de la Romeria del Rocío. El flabiol és un instrument semblant, que es toca amb una sola mà, però té cinc (o sis) forats o claus per a la digitació.